# Helius araucariae
Helius araucariae är en tvåvingeart som beskrevs av Alexander 1945. Helius araucariae ingår i släktet Helius och familjen småharkrankar. Inga underarter finns listade i Catalogue of Life.